# 岡畑白山神社
岡畑白山神社は、山形県酒田市小見岡畑にある神社で、加賀国(現石川県)にある白山比咩神社を総本社とする白山信仰に連なる。

## 歴史
当社は、松山藩酒井家の崇敬を受け、元禄11年(1698年)、明和2年(1765年)、文化年間(1800年代初頭)の3度にわたり社殿が造営。これらの三度の再建は、地域の人々の信仰の厚さと、藩主の庇護のもとでの神社の重要性を物語る。

## 境内
社殿は伝統的な神社建築様式を踏襲しており、隣接地に墓地を有する。

## 御利益
農業神・出産神・育児神としての御神徳が信仰され、五穀豊穣や縁結び、安産祈願などのご利益があるとされる。

## アクセス
- JR羽越本線砂越駅よりコミュニティバス(るんるんバス 古湊アイアイひらた線) 楢橋口停留所から徒歩20分